# Александър Милич
Александър Милич Мили (на сръбски: Александар Милић Мили) е сред най-популярните композитори и музикални продуценти в Сърбия, собственик на продуцентска къща „Miligram Music“. Най-големите успехи на Мили са с Цеца Ражнатович.

## Биография
Александър Милич е роден на 29 януари 1969 г. в хърватския град Осиек, където завършва основното си и средно образование. След това се записва в Икономическия факултет в Загребския университет. След завършването си се мести в Прага и се дипломира във Факултета по бизнес и администрация.
Женен и е има две деца – дъщеря и син.

### Кариера
Мили е само на деветнадесет години, когато прави своя първи хит – „Ја не пијем“, дует с Хари Варешанович и Харис Джинович. Тогава основава своя група. Заради политическата ситуация се мести в Сърбия. Първият албум, на който Мили е композитор, аранжор и продуцент е създаден през 1996 г. за Цеца Ражнатович. След това работи и с Лепа Брена, Ана Николич и други.

### Miligram music
Мили е основател и собственик на музикалната продуцентска къща „Miligram music“, която основава на 6 април 2004 г. в Белград. Първият ангажимент на новосъздадената компания е албума на Цеца - Горе од љубави, по който работи и компанията „Ceca Music“.